# Coras tennesseensis
Coras tennesseensis är en spindelart som beskrevs av Muma 1946. Coras tennesseensis ingår i släktet Coras och familjen mörkerspindlar. Inga underarter finns listade i Catalogue of Life.